# Tenuta Le Posteghe
La Tenuta Le Posteghe (o delle Posteghe) è un palazzo del '700 situato nel comune italiano di Polpenazze del Garda, in provincia di Brescia. Precedentemente l'edificio era chiamato Palazzo Fioravanti, cognome della famiglia proprietaria prima dell'acquisizione da parte di Angelo Omodeo. 

## Storia

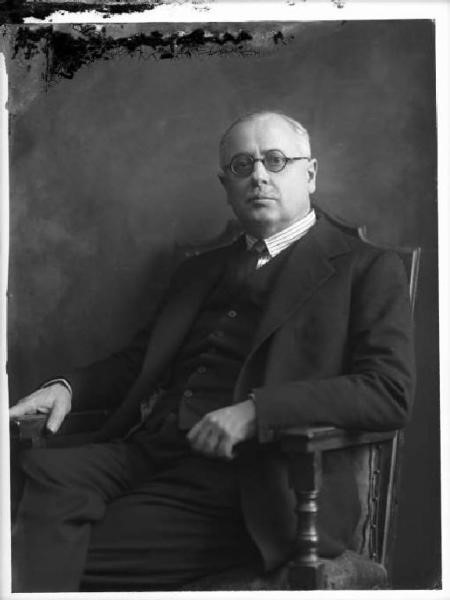
Angelo Omodeo

Costruita in stile neo-medievale tra la fine del XIX secolo e l'inizio del XX, venne acquistata dall'ingegnere Angelo Omodeo, che dopo un periodo di residenza in Sardegna (nel corso del quale progettò lo sbarramento sul fiume Tirso che originò il Lago Omodeo) vi si stabilì, abitandola fino alla propria morte (sopraggiunta il 3 giugno 1941).

## La Repubblica Sociale Italiana
A seguito della costituzione della Repubblica Sociale Italiana, la tenuta fu scelta quale sede del Ministero della Difesa Nazionale (rinominato Ministero delle Forze Armate il 6 gennaio 1944), a capo del quale sedeva l'ex Maresciallo d'Italia Rodolfo Graziani. 
Nel secondo dopoguerra, a seguito di alcuni passaggi di proprietà, la tenuta è stata ristrutturata e frazionata in appartamenti; il relativo parco, comprendente vari alberi secolari e affacciato sul Lago di Garda, è stato a sua volta risanato e nel 1986 in parte adibito a campo per Gardagolf Country Club.